# August Trinius
Heinrich August Trinius (31. července 1851 Schkeuditz – 2. dubna 1919 Waltershausen) byl německý spisovatel a novinář. Proslul jako "potulný spisovatel". Jeho největší zásluhou bylo, že svou knihou Der Rennstieg des Thüringer Waldes z roku 1890 vyvolal v éře císaře Viléma rozmach turistiky (Rennsteig – hřebenová cesta v Durynském lese).  

## Život
Heinrich August Trinius byl nemanželským synem Sidonie Alwine Triniusové, s matkou a sestrou se přestěhovali do Erfurtu, kde vyrůstal. Tam objevil svou zvláštní lásku k Durynsku. Po ukončení školní docházky se vyučil obchodníkem. Poté Trinius nastoupil jako účetní v Berlíně. Zároveň začal psát a vyšly mu první publikace.
Když se dostavily první novinářské úspěchy, věnoval se psaní naplno. Pravidelně psal články do berlínských novin na téma Berlín a území Mark Brandenburg. Jeho první dílo se proto jmenovalo Märkische Streifzüge. Brzy podnikal delší cesty a pěší výlety po celém Německu. Přitom se znovu dostal do Durynska. Krajina a historie ho natolik uchvátily, že se v 80. letech 19. století rozhodl do Durynska přestěhovat. V roce 1890 se usadil ve Waltershausenu, kde žil až do konce svého života. Právě zde napsal texty písní Rennsteiglied (nezaměňovat s Rennsteiglied Karla Müllera). Během Triniova pobytu ve Waltershausenu začalo jeho dlouholeté přátelství s místním malířem Friedrichem Holbeinem.
V následujícím období napsal více než 30 děl o Durynském lese, zejména o Rennsteigu a dalších přírodních krásách Durynska. V letech 1886–1902 vyšla v 8 svazcích série Thüringer Wandersmann, která se věnovala především Rennsteigu a měla v 90. letech 19. století vzbudit u vzdělaných středních vrstev touhu po cestování do Durynska. Další Triniusovy tituly o jeho adoptivní durynské vlasti byly: "Mit Laute und Rucksack", "Streifzüge durchs Thüringer Land", "Im Zauber der Wartburg", "Im Banne der Heimat", "Frohe Wanderfahrten", "Durchs Saaletal", "Durchs Unstruttal", "Durchs Werratal". Psal také o dalších krajinách, jako byly Vogézy, město Hamburk, okolí Rýna a Mosely.
Přívlastek "Durynsko – zelené srdce Německa" pocházel rovněž od Trinia a byl jedním z titulů jeho knih.
August Trinius zemřel v roce 1919 ve Waltershausenu a je zde i pohřben. Pomník na jeho hrobě pochází z roku 1921, přičemž byl odhalen u příležitosti založení "Sdružení durynských horských, hradních a lesních obcí". Toto sdružení bylo opakovaně založeno v roce 2001 slavnostní akcí u Triniova hrobu u příležitosti 150. výročí jeho narození.

### Vyznamenání
Vévoda Ernst II. ze Saska-Koburku a Gothy udělil Triniovi za jeho služby titul dvorního rady.
Trinia připomínají Triniův pramen, Triniova chata, Triniovo odpočivadlo, Triniova bouda a Triniův kámen v Durynském lese a ve Waltershausenu Triniova stezka s Triniovou lavičkou, ulice v centru města a pamětní deska před jeho bývalým domem.

## Dílo (výběr)
- Geschichte der Einigungskriege 1864, 1866, 1870/1871, Erster Teil: Geschichte des Krieges gegen Dänemark 1864. G. Hempel Verlagsbuchhandlung, Berlin 1885 (Digitalisat)
- Geschichte des Krieges gegen Österreich und des Mainfeldzuges 1866. Ferd. Dümmlers Verlagsbuchhandlung, Berlin (Digitalisat)
- Geschichte des Krieges gegen Frankreich 1870/1871. Ferd. Dümmlers Verlagsbuchhandlung, Berlin (Digitalisat – Internet Archive)
- Märkische Streifzüge: Nördlich von Berlin – An der Oberspree – Havellandschaften – Quer über den Fläming. 1. Band. 1. Auflage Verlag von Schmidt & Sternaux, Berlin 1884, 2. Auflage J. C. C. Bruns' Verlag, Minden i. W., 1887 (Digitalisat)
- Vom grünen Strand der Spree. Berliner Skizzenbuch, J. C. C. Bruns Verlag, Minden i. W. 1885 (Digitalisat)
- Märkische Streifzüge, Neue Folge: Östlich von Berlin – Im Lande Lebus – Spree-Landschaften – An der Nuthe – Havel-Landschaften. Verlag von Schmidt & Sternaux, Berlin 1885, 2., vermehrte und verbesserte Auflage J. C. C. Bruns' Verlag, Minden i. W., 1887
- Märkische Streifzüge, Dritter Band: Spree-Landschaften – Zwischen Spree und Havel. J. C. C. Bruns' Verlag, Minden i. W., 1887 (Digitalisat)
- Auf märkischer Erde. Bruns Verlag, Minden 1893. Digitalisierung: Zentral- und Landesbibliothek Berlin, 2021
- Durch's Moselthal. Ein Wanderbuch, J. C. C. Bruns Verlag, Minden i. W. 1897
- Goethe-Stätten und andere Erinnerungen aus Thüringen. Simion, Berlin 1904 (Digitalisat)
- Das grüne Herz Deutschlands: Eine Wanderfahrt durch den Thüringer Wald. Verlag Vereinigung Heimat und Welt, Berlin 1910

### V češtině
- V krvi – úvod František Sekanina; přeložil J. O. Novotný; in: 1000 nejkrásnějších novel... č. 55. Praha: J. R. Vilímek, 1913